# Тигран IV
Тигран IV (арм. Տիգրան  Դ) — царь Великой Армении. Сын Тиграна III.
Представитель династии Арташесидов.
После смерти Тиграна III, его сын Тигран IV не придал значения римским законам и взошел на трон.
Тигран занимал самый главный титул «Царь царей» (Шахиншах). Однако в 5 году до н. э. римляне лишили его трона и назначили царём другого брата, Артавазда III, которого держали в плену. Но продержать его на троне смогли лишь три года - с помощью переворота на трон снова встали Тигран и Эрато. 
Однако, Тигран скоро был убит в бою против аланов, которые пришли с севера и напали на Армению, а Эрато вскоре отказалась от трона. Так и в 1 году нашей эры завершилось почти 200-летнее правление династии Арташесидов.